# Associazione Calcio Femminile Torino 2015-2016
Questa voce raccoglie le informazioni riguardanti l'Associazione Calcio Femminile Torino nelle competizioni ufficiali della stagione 2015-2016.

## Divise e sponsor
Per la seconda parte del campionato lo sponsor è Pasticceria Dezzutto.

## Organigramma societario
Area amministrativa
- Presidente: Roberto Salerno

Area tecnica
- Allenatore: Antonio Ferraro (dalla 1ª alla 15ª giornata)
- Allenatore: Fulvio Francini (dalla 16ª alla 22ª giornata)

## Rosa
Rosa e ruoli, tratti dal sito Football.it
| N. |                    | Ruolo | Calciatrice         |
| -- | ------------------ | ----- | ------------------- |
|    | Italia (bandiera)  | P     | Giorgia Mognol      |
|    | Senegal (bandiera) | P     | Alia Niass Brigitte |
|    | Italia (bandiera)  | P     | Esperansa Polito    |
|    | Italia (bandiera)  | D     | Brigitta Aghem      |
|    | Italia (bandiera)  | D     | Elena Di Piero      |
|    | Italia (bandiera)  | D     | Laura Lupi          |
|    | Italia (bandiera)  | D     | Giada Nicco         |
|    | Italia (bandiera)  | D     | Ilaria Nigro        |
|    | Italia (bandiera)  | D     | Carlotta Rinero     |
|    | Italia (bandiera)  | D     | Greta Vallotto      |

| N. |                   | Ruolo | Calciatrice          |
| -- | ----------------- | ----- | -------------------- |
|    | Italia (bandiera) | C     | Martina Ambrosi      |
|    | Italia (bandiera) | C     | Isabella Beccaria    |
|    | Italia (bandiera) | C     | Sara Malara          |
|    | Italia (bandiera) | A     | Laura Barberis       |
|    | Italia (bandiera) | A     | Giulia Crisantino    |
|    | Italia (bandiera) | A     | Maria Speranza Levis |
|    | Italia (bandiera) | A     | Enrica Lupo          |
|    | Italia (bandiera) | A     | Erika Ponzio         |
|    | Italia (bandiera) | A     | Giulia Tamburini     |

## Calciomercato

### Sessione estiva
| Acquisti | Acquisti            | Acquisti        | Acquisti   |
| R.       | Nome                | da              | Modalità   |
| -------- | ------------------- | --------------- | ---------- |
| P        | Alia Niass Brigitte |                 | [ 3 ]      |
| P        | Martina Ronchietto  | Juventus Torino | [ 4 ]      |
| D        | Elena Di Piero      |                 | [ 5 ]      |
| D        | Laura Lupi          |                 | [ 5 ]      |
| D        | Greta Vallotto      | Formigliana     | definitivo |
| C        | Martina Ambrosi     | Alba            | definitivo |
| A        | Giada Boccato       | Romagnano       | [ 7 ]      |
| A        | Laura Barberis      | Alba            | definitivo |

| Cessioni | Cessioni             | Cessioni | Cessioni   |
| R.       | Nome                 | a        | Modalità   |
| -------- | -------------------- | -------- | ---------- |
| D        | Valentina Siria Cena |          |            |
| D        | Daniela Sorleto      |          |            |
| A        | Giulia Grassino      | Caprera  | prestito   |
| A        | Federica Tordella    |          |            |
| ?        | Tiziana Emmanuello   |          | svincolata |

## Risultati

### Serie B

#### Girone di andata
| Arbitro: | Senthuran Lingamoorthy (Genova) |

|                                                                     |           |                     |
| Mascarello 3’ Cama 37’, 44’, 93’ Papaleo 37’ Cobelli 55’ Moscia 80’ | Marcatori | 26’ Lupo 85’ Ponzio |

| Arbitro: | Davide Marelli (Monza) |

|  |           |                                     |
|  | Marcatori | 26’ Soragni 55’ Mellano 82’ Marsili |

| Arbitro: | Riccardo Dell'Oca (Como) |

|                           |           |                     |
| Levis 14’, 26’ Ponzio 82’ | Marcatori | 38’, 88’ Montecucco |

| Arbitro: | Michele Baschieri (Lucca) |

|                       |           |                           |
| Filippi 43’, 45’, 55’ | Marcatori | 50’ Ponzio 70’, 80’ Levis |

| Arbitro: | Francesco Croce (Novara) |

|  |           |                   |
|  | Marcatori | 13’, 87’ Amandola |

| Arbitro: | Matteo Camoni (Pistoia) |

|                                                        |           |  |
| Boggero 18’ Del Francia 59’, 83’ Gandini 84’ Pesce 89’ | Marcatori |  |

| Arbitro: | Nicola Bartolomeo Costa (Chiavari) |

|                                  |           |  |
| Levis 70’, 90’ (rig.) Rinero 80’ | Marcatori |  |

| Arbitro: | Simone Taricone (Perugia) |

|                           |           |  |
| Prugna 41’, 90’ Acuti 72’ | Marcatori |  |

| Arbitro: | Andrea Gatti (Gallarate) |

|  |           |           |
|  | Marcatori | 94’ Nagni |

| Arbitro: | Simone Galipò (Firenze) |

|              |           |                          |
| Librandi 60’ | Marcatori | 30’ Lupo 70’, 80’ Ponzio |

| Arbitro: | Alessandro Calefati (Saronno) |

|                   |           |               |
| Ponzio 47’ (rig.) | Marcatori | 15’ Orlandini |

#### Girone di ritorno
| Arbitro: | Gianluca Rizzello (Savona) |

|            |           |                                                       |
| Ponzio 90’ | Marcatori | 45’ Errico 49’ Papaleo 53’, 72’ Mascarello 55’ Cerato |

| Arbitro: | Enrico Olmo Spolaore (Torino) |

|                          |           |                   |
| Lavarone 43’ Marsili 50’ | Marcatori | 85’ (rig.) Ponzio |

| Arbitro: | Francesco Lipizer (Verona) |

|                                                             |           |                                    |
| Arroyo 35’ Lupi 49’ Montecucco 51’, 55’, 89’ Di Stefano 92’ | Marcatori | 20’ Malara 50’ Ponzio 50’ Barberis |

| Arbitro: | Marco Emmanuele (Pisa) |

|                        |           |                                                 |
| Ponzio 22’ Ambrosi 71’ | Marcatori | 18’ Li Calzi 30’ Talami 61’ Ceppari 62’ Filippi |

| Arbitro: | Massimo Abagnale (Parma) |

|                            |           |            |
| Amandola 59’ Barbesino 72’ | Marcatori | 84’ Ponzio |

| Arbitro: | Tommaso Righi (Bologna) |

|                             |           |                     |
| Levis 10’ Ponzio 70’ (rig.) | Marcatori | 31’ Bargi 39’ Pesce |

| Arbitro: | Valerio Gioviani (Termoli) |

|                             |           |                                |
| Pasquinelli 60’ Vancini 64’ | Marcatori | 40’, 78’ Ponzio 49’, 51’ Levis |

| Arbitro: | Andrea Calzavara (Varese) |

|  |           |                                    |
|  | Marcatori | 5’ Prugna 58’ Morucci 79’ Borghesi |

| Arbitro: | Luigi Cosignani (San Benedetto del Tronto) |

|                           |           |                   |
| Guidi 60’ (rig.) Lisi 70’ | Marcatori | 55’ (rig.) Ponzio |

| Arbitro: | Francesco Alberti (Imola) |

|                                       |           |                                       |
| Levis 27’, 50’ Ponzio 48’ (rig.), 78’ | Marcatori | 7’, 85’ (rig.) Tortarolo 62’ Oliviero |

| Arbitro: | Davide Faraon (Conegliano) |

|                                       |           |                                                          |
| Orlandini 8’ Faragò 12’ Corradini 29’ | Marcatori | 20’, 49’, 75’ Ponzio 53’ Di Piero 65’ Levis 90’ Barberis |

### Coppa Italia

#### Turno preliminare
Quadrangolare A
| Arbitro: | Ettore Longo (Cuneo) |

|                              |           |                               |
| Barbieri 15’ Favole 34’, 44’ | Marcatori | 67’ (rig.), 86’ (rig.) Ponzio |

| San Maurizio Canavese 11 ottobre 2015, ore 14:30 CEST 2ª giornata   | Torino    | 0 – 3 referto                     | Cuneo | Stadio comunale |
| \| \| \| \| \| \| Marcatori \| 11’ (rig.), 30’ Errico 70’ Moscia \| |           |                                   |       |                 |
|                                                                     |           |                                   |       |                 |
|                                                                     | Marcatori | 11’ (rig.), 30’ Errico 70’ Moscia |       |                 |

| Saluzzo 25 ottobre 2015, ore 14:30 CET 3ª giornata                                      | Musiello Saluzzo | 2 – 3 referto                  | Torino | Stadio Amedeo Damiano |
| \| \| \| \| \| Soragni 3’ Drammis 37’ \| Marcatori \| 2’, 42’ Crisantino 69’ Ambrosi \| |                  |                                |        |                       |
|                                                                                         |                  |                                |        |                       |
| Soragni 3’ Drammis 37’                                                                  | Marcatori        | 2’, 42’ Crisantino 69’ Ambrosi |        |                       |

## Statistiche

### Statistiche di squadra
| Competizione | Punti | In casa | In casa | In casa | In casa | In casa | In casa | In trasferta | In trasferta | In trasferta | In trasferta | In trasferta | In trasferta | Totale | Totale | Totale | Totale | Totale | Totale | DR  |
| Competizione | Punti | G       | V       | N       | P       | Gf      | Gs      | G            | V            | N            | P            | Gf           | Gs           | G      | V      | N      | P      | Gf     | Gs     | DR  |
| ------------ | ----- | ------- | ------- | ------- | ------- | ------- | ------- | ------------ | ------------ | ------------ | ------------ | ------------ | ------------ | ------ | ------ | ------ | ------ | ------ | ------ | --- |
| Serie B      | 21    | 11      | 3       | 2       | 6       | 16      | 26      | 11           | 3            | 1            | 7            | 24           | 36           | 22     | 6      | 3      | 13     | 40     | 62     | -22 |
| Coppa Italia | -     | 1       | 0       | 0       | 1       | 0       | 3       | 2            | 1            | 0            | 1            | 5            | 5            | 3      | 1      | 0      | 2      | 5      | 8      | -3  |
| Totale       | -     | 12      | 3       | 2       | 7       | 16      | 29      | 13           | 4            | 1            | 8            | 29           | 41           | 25     | 7      | 3      | 15     | 45     | 70     | -25 |

### Andamento in campionato
| Giornata  | 1 | 2 | 3 | 4 | 5 | 6 | 7 | 8 | 9 | 10 | 11 | 12 | 13 | 14 | 15 | 16 | 17 | 18 | 19 | 20 | 21 | 22 |
| --------- | - | - | - | - | - | - | - | - | - | -- | -- | -- | -- | -- | -- | -- | -- | -- | -- | -- | -- | -- |
| Luogo     | T | C | C | T | C | T | C | T | C | T  | C  | C  | T  | T  | C  | T  | C  | T  | C  | T  | C  | T  |
| Risultato | P | P | V | N | P | P | V | P | P | V  | N  | P  | P  | P  | P  | P  | N  | V  | P  | P  | V  | V  |
| Posizione |   |   |   |   |   |   |   |   |   |    |    |    |    |    |    |    |    |    |    |    |    | 8  |

Legenda:

Luogo: C = Casa; T = Trasferta. Risultato: V = Vittoria; N = Pareggio; P = Sconfitta.

### Statistiche delle giocatrici
| Giocatore      | Serie B  | Serie B | Serie B     | Serie B    | Coppa Italia | Coppa Italia | Coppa Italia | Coppa Italia | Totale   | Totale | Totale      | Totale     |
| Giocatore      | Presenze | Reti    | Ammonizioni | Espulsioni | Presenze     | Reti         | Ammonizioni  | Espulsioni   | Presenze | Reti   | Ammonizioni | Espulsioni |
| -------------- | -------- | ------- | ----------- | ---------- | ------------ | ------------ | ------------ | ------------ | -------- | ------ | ----------- | ---------- |
| B. Aghem       | 20       | 0       | 4           | 1          | ?            | ?            | ?            | ?            | 20+      | 0+     | 4+          | 1+         |
| M. Ambrosi     | 20       | 1       | 2           | 1          | ?            | 1            | ?            | ?            | 20+      | 2      | 2+          | 1+         |
| L. Barberis    | 20       | 2       | 1           | 0          | ?            | ?            | ?            | ?            | 20+      | 2+     | 1+          | 0+         |
| I. Beccaria    | 5        | 0       | 0           | 0          | ?            | ?            | ?            | ?            | 5+       | 0+     | 0+          | 0+         |
| M. S. Brigitte | 3        | -5      | 1           | 0          | ?            | ?            | ?            | ?            | 3+       | -5+    | 1+          | 0+         |
| G. Crisantino  | 10       | 0       | 1           | 0          | ?            | 1            | ?            | ?            | 10+      | 1      | 1+          | 0+         |
| E. Di Piero    | 21       | 1       | 2           | 0          | ?            | ?            | ?            | ?            | 21+      | 1+     | 2+          | 0+         |
| M. S. Levis    | 22       | 12      | 1           | 0          | ?            | ?            | ?            | ?            | 22+      | 12+    | 1+          | 0+         |
| L. Lupi        | 3        | 0       | 0           | 0          | ?            | ?            | ?            | ?            | 3+       | 0+     | 0+          | 0+         |
| E. Lupo        | 18       | 2       | 0           | 0          | ?            | ?            | ?            | ?            | 18+      | 2+     | 0+          | 0+         |
| S. Malara      | 21       | 1       | 4           | 0          | ?            | ?            | ?            | ?            | 21+      | 1+     | 4+          | 0+         |
| G. Mognol      | 14       | -40     | 0           | 0          | ?            | ?            | ?            | ?            | 14+      | -40+   | 0+          | 0+         |
| G. Nicco       | 19       | 0       | 4           | 0          | ?            | ?            | ?            | ?            | 19+      | 0+     | 4+          | 0+         |
| I. Nigro       | 16       | 0       | 1           | 0          | ?            | ?            | ?            | ?            | 16+      | 0+     | 1+          | 0+         |
| E. Polito      | 1        | -1      | 0           | 1          | ?            | ?            | ?            | ?            | 1+       | -1+    | 0+          | 1+         |
| E. Ponzio      | 20       | 20      | 1           | 0          | ?            | 2            | ?            | ?            | 20+      | 22     | 1+          | 0+         |
| C. Rinero      | 20       | 1       | 2           | 0          | ?            | ?            | ?            | ?            | 20+      | 1+     | 2+          | 0+         |
| M. Ronchietto  | 0        | 0       | 0           | 0          | ?            | ?            | ?            | ?            | 0+       | 0+     | 0+          | 0+         |
| G. Tamburini   | 12       | 0       | 0           | 0          | ?            | ?            | ?            | ?            | 12+      | 0+     | 0+          | 0+         |
| G. Vallotto    | 19       | 0       | 6           | 0          | ?            | ?            | ?            | ?            | 19+      | 0+     | 6+          | 0+         |